# Azipod
Azipod è un sistema di propulsore azimutale elettrico prodotto dal Gruppo ABB, sviluppato in Finlandia congiuntamente dalla società di costruzioni navali Masa-Yards e ABB. Il sistema di propulsione Azipod è privo di ingranaggi di timoneria con il motore elettrico installato in un contenitore sommerso all'esterno dello scafo. Azipod è un'unità di propulsione marina costituita da un'elica a passo fisso montata all'interno di un involucro orientabile ("pod") che contiene anche il motore elettrico che aziona l'elica, che nel sistema di propulsione Azipod è a passo fisso e a giri variabili.

## Progetto
Nei sistemi di propulsione azimutali tradizionali a trasmissione meccanica, il motore si trova all'interno dello scafo della nave e la trasmissione del moto al propulsore avviene mediante un sistema di ingranaggi, con l'elica azionata da un motore elettrico o da un motore diesel situato all'interno dello scafo della nave e con l'elica accoppiata al motore principale con alberi e ingranaggi conici che consentono la rotazione dell'elica attorno ad un asse verticale. Questo tipo di sistema di propulsione ha una lunga tradizione per tutti gli anni novanta e oggi tali unità di propulsione sono prodotte da numerose aziende in tutto il mondo.
Il sistema di potenza e propulsione delle navi è generalmente costituito da generatori diesel o turbine a gas che assicurano l’elettricità a bordo e da un motore diesel o turbina a gas separato che aziona l’asse portaelica. In alcuni casi si ha la propulsione combinata CODOG, CODAG o COGAG.  Trattandosi di un sistema di propulsione ibrida diesel-meccanica, la stretta interdipendenza tra la velocità del motore e dell’elica comporta una diminuzione notevole dell’efficienza energetica ai bassi regimi.   La propulsione diesel-elettrica rappresenta una soluzione relativamente recente per la movimentazione delle navi e si differenzia per la presenza di un impianto di potenza di maggiori dimensioni, solitamente costituito da generatori azionati da motori diesel, o da una turbina agas e da un motore elettrico accoppiato all’elica. Il sistema CODLAD è un sistema di propulsione navale nel quale un motore elettrico e un motore diesel agiscono uno o entrambi sull'asse dell'elica. Il sistema CODAG elettrico, consiste nell'usare la turbina a gas come un generatore elettrico trasmettendo l'energia generata a dei motori elettrici che come nei sistemi diesel-elettrici vanno ad azionare le eliche. I motori elettrici non sono però collegati direttamente alle eliche ma a degli ingranaggi di trasmissione. Il sistema CODLAG, ottenuto modificando il sistema CODAG si basa sull'impiego di motori elettrici direttamente connessi agli assi, alimentati da generatori diesel e per avere velocità maggiori e come avviene in sistemi di propulsione CODAG, per ottenere un aumento della velocità viene inserita la turbina a gas che viene disconnessa dal sistema di trasmissione per tornare alla velocità di crociera; in questo sistema i motori diesel vengono usati sia per la propulsione che per la produzione di energia elettrica per i servizi di bordo.
Nel sistema di propulsione Azipod, il motore elettrico è montato all'interno dell'unità di propulsione e l'elica è collegata direttamente all'albero del motore. L'energia elettrica per il motore di propulsione è condotta attraverso collettori rotanti che consentono all'unità Azipod di ruotare di 360 gradi attorno all'asse verticale. Poiché la propulsione Azipod utilizza eliche a passo fisso, la potenza è sempre alimentata tramite un azionamento a frequenza variabile o un cicloconvertitore che consente il controllo della velocità e della direzione dei motori di propulsione. Una nave con il sistema di propulsione Azipod non necessita di timone, lunghi assi di trasmissione e propulsori trasversali.
Il sistema "Azipod", posizionato in una gondola, che è un involucro orientabile montato esternamente allo scafo, che combina sia la funzione propulsiva che di governo dell'elica centrale, del timone e delle eliche di manovra. La possibilità di riunire in un unico gruppo sistemi di norma installati separatamente consente di recuperare spazio a bordo da destinare a scopi diversi e grazie alla collocazione del propulsore Azipod sotto lo scafo della nave è possibile ottenere un risparmio del 10% sui consumi di carburante rispetto ai sistemi di propulsione diesel-elettrici con linea alberi convenzionale.
Il propulsore Azipod è di costruzione molto semplice e fornisce un alto rendimento di spinta, l'elica può ruotare attorno al proprio asse di montaggio e il motore può applicare la sua spinta in qualsiasi direzione. I propulsori azimutali consentono alle navi di essere più manovrabili e consentono loro di viaggiare indietro con la stessa efficienza con cui possono viaggiare in avanti. Il consumo di combustibile e quindi le emissioni di gas sono ridotte grazie all'aumentata efficienza idrodinamica a causa della ridotta resistenza dello scafo, dovuta alla eliminazione dei bracci di sostegno esterni degli assi portaelica e dal miglior profilo dello scafo.  L’elica di tipo a trazione lavora in migliori condizioni e con un rendimento più elevato; i motori elettrici che azionano le eliche assicurano un'alimentazione continua controllando la velocità delle eliche. Il sistema è così in grado di azionare i motori diesel con un’efficienza pressoché ottimale, indipendentemente dalla velocità dell’imbarcazione. L'impiego di cavi elettrici al posto degli organi meccanici di trasmissione contribuisce inoltre a ridurre le vibrazioni a bordo.

## Storia

### Sviluppo
Nel 1987, il Consiglio nazionale finlandese della navigazione ha presentato una proposta di cooperazione alla società multinazionale di apparecchiature elettriche ABB Group e ai cantieri finlandesi Masa-Yards per lo sviluppo di un nuovo tipo di unità di propulsione elettrica. In precedenza, le società avevano lavorato insieme per decenni nel campo dei sistemi di propulsione diesel-elettrici e negli anni ottanta hanno prodotto i primi rompighiaccio con motori di propulsione in corrente alternata e cicloconvertitori.
Lo sviluppo del prototipo iniziò nel 1989 e il prototipo, dalla potenza di 1,5 MW, soprannominato "Azipod" (abbreviazione di azimuthing electric podded drive) pronto per l'installazione l'anno successivo, installata sulla nave rompighiaccio finlandese Seili, costruita nel 1979, presso il cantiere navale Hietalahti di Helsinki, in Finlandia. Dopo la sua installazione, le prestazioni della nave rompighiaccio sono notevolmente aumentate e si è anche scoperto che la nave era in grado di rompere il ghiaccio procedendo all'indietro; la scoperta di questa nuova modalità operativa, che consentiva alla nave di viaggiare indietro con la stessa efficienza con cui poteva viaggiare in avanti, condusse allo sviluppo, all'inizio degli anni novanta, del concetto di nave a doppia azione. Dopo gli ammodernamenti ricevuti dalla nave negli anni Duemila, con un nuovo sistema di propulsione, il prototipo "Azipod" è stato donato ed è in mostra al Forum Marinum di Turku, in Finlandia.
Dopo le incoraggianti esperienze dell'installazione del prototipo, lo sviluppo del concetto di "Azipod" è proseguito e propulsori successivi sono stati adattate su due petroliere finlandesi, Uikku e Lunni, rispettivamente nel 1993 e nel 1994, quasi otto volte più potenti del prototipo, con una potenza di 11,4 MW aumentando considerevolmente la capacità di rompighiaccio delle navi già state costruite. Dagli anni novanta, la stragrande maggioranza delle navi dotate del sistema di propulsione "Azipod" è stata in grado di operare in acque ghiacciate senza bisogno della scorta di navi rompighiaccio. [18]
Le prime tre unità Azipod erano del cosiddetto tipo "a spinta" in cui l'elica è montata dietro l'involucro. Nelle installazioni successive, ABB ha adottato la configurazione "traino" più efficiente simile agli aeroplani a elica.
La prima nave da crociera al mondo dotata di propulsori Azipod, la Elation, è stata consegnata dal cantiere navale Kværner Masa-Yards di Helsinki nella primavera del 1998. Anche se l'Azipod è stato inizialmente sviluppato per le navi rompighiaccio, le navi da crociera sono diventate il più grande gruppo di navi per tipo ad essere equipaggiate con il sistema di propulsione Azipod dagli anni novanta e il successo delle unità a propulsione elettrica ha aperto la strada a concorrenti come il Rolls-Royce Mermaid. Tra le navi dotate di unità Azipod vi sono le navi da crociera della classe Voyager, Freedom e Oasis della Royal Caribbean International, ciascuna delle quali deteneva il titolo di nave da crociera più grande del mondo al momento della consegna, e il transatlantico inglese RMS Queen Mary 2. 
Nel 2002 ABB ha introdotto il sistema "CRP Azipod". La tecnologia CRP (contra-rotating propeller) impiega una coppia di eliche coassiali controrotanti, una destrorsa e una sinistrorsa, e si implementa installando un sistema Azipod al posto del timone su una nave con linea alberi convenzionale; questa soluzione è particolarmente adatta per i traghetti o altre navi veloci che necessitano di un’elevata efficienza propulsiva. Nel 2004 il sistema CRP Azipod è stato installato su due traghetti, realizzati per Shin Nihonkai Ferry, una compagnia di navigazione marittima che opera nel Mar del Giappone. L’azienda ha registrato un risparmio di carburante del 20% e un incremento della capacità di trasporto del 15% rispetto alle navi di pari dimensione equipaggiate con motori diesel.
Un altro ulteriore sviluppo del concetto di propulsione elettrica originale è il "Compact Azipod", un'unità Azipod più piccola introdotta nei primi anni 2000, per navi più piccole come navi da ricerca e yacht, nonché piattaforme di perforazione a posizionamento dinamico che possono utilizzare fino a otto propulsori di questo tipo. Il sistema Azipod Compact si differenzia per il suo motore sincrono a magneti permanenti che viene raffreddato direttamente dall'acqua di mare. Per le navi di perforazione, è disponibile anche in configurazione "a spinta" e può essere dotato di un ugello per aumentare la spinta di trazione del dissuasore nelle applicazioni di stazionamento. A differenza dei normali propulsori Azipod, assemblati in Finlandia, i propulsori "Compact Azipod" sono prodotti in Cina.